# シルヴィウス・ブラボー
シルヴィウス・ブラボー（Silvius Brabo、または Salvius Brabo） は、ベルギーに伝わる伝説に登場するローマの戦士である。

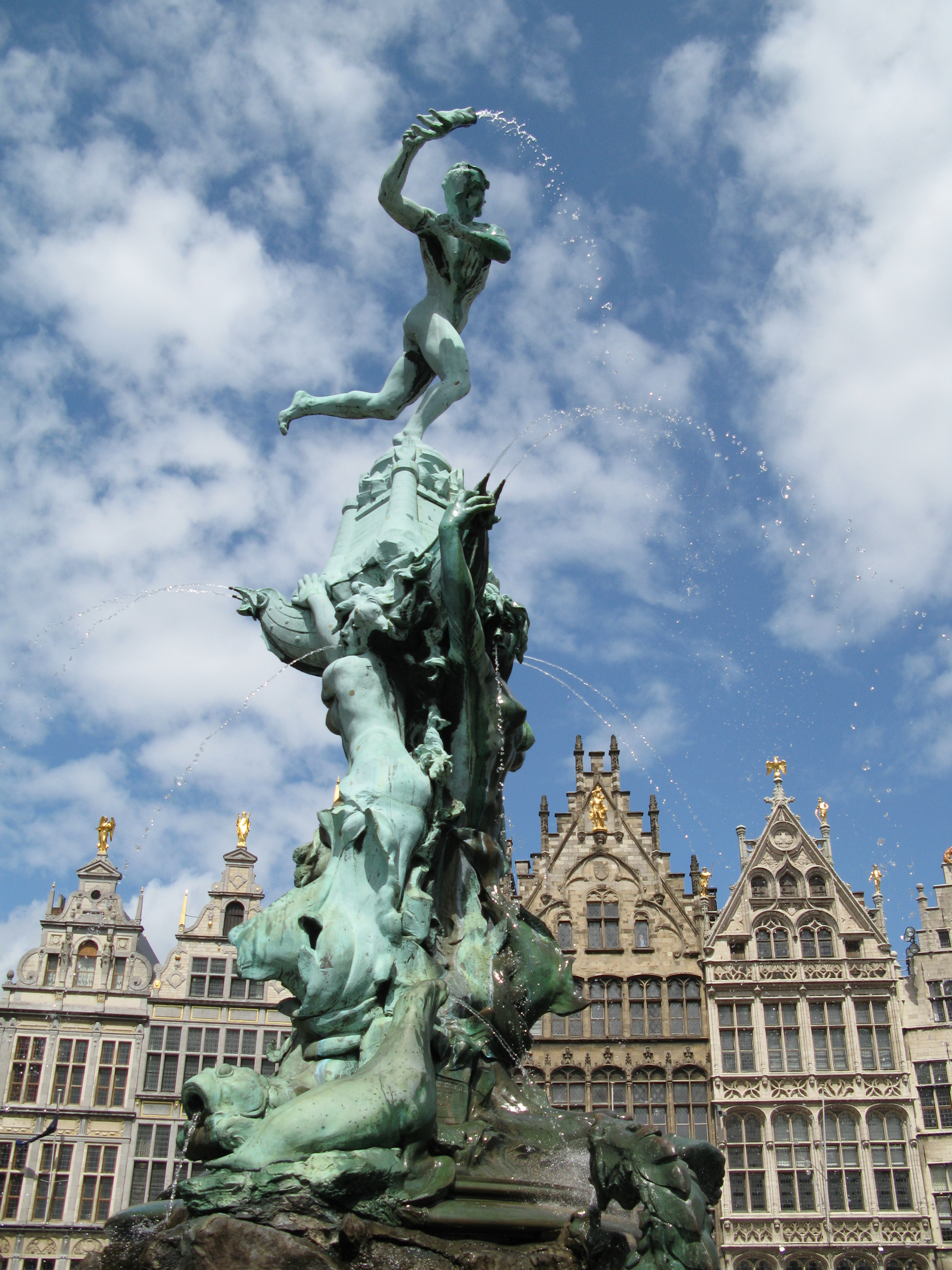
アントウェルペン市庁舎前にあるブラボーの噴水。ブラボーがアンティゴーンの右手を河に投げ入れるところ。彫刻はジェフ・ランボー Jef Lambeaux による。1887年

スヘルデ川の川岸の城に住む巨人ドルオン・アンティゴーンは、城付近を通り過ぎる船に通行料を求め、それに応じない者に対しては、その手を切り落として河へ放り捨てた。しかし、ついにブラボーがアンティゴーンの息の根を止め、その手を切り落として河へ投げ捨てたという。現在のアントウェルペン市庁舎前には、この伝説を主題とする記念碑「ブラボーの噴水」がある。
アントウェルペンの街の名は、これに由来するという民間語源がある。アントウェルペン#名前の由来を参照されたい。